# Херборн (Идар-Оберштајн)
Херборн (њем. Herborn) општина је у њемачкој савезној држави Рајна-Палатинат. Једно је од 96 општинских средишта округа Биркенфелд. Према процјени из 2010. у општини је живјело 492 становника. Посједује регионалну шифру (AGS) 7134038.

## Географски и демографски подаци
Херборн се налази у савезној држави Рајна-Палатинат у округу Биркенфелд. Општина се налази на надморској висини од 455 метара. Површина општине износи 2,5 km². У самом мјесту је, према процјени из 2010. године, живјело 492 становника. Просјечна густина становништва износи 200 становника/km².